# Edmund Płocki
Edmund Płocki (ur. 1906 w Toruniu, zm. 1995 tamże) – polski architekt

## Życiorys
Po ukończeniu studiów na Politechnice Poznańskiej pracował w Zarządzie Miasta Torunia. Współpracował z Ignacym Tłoczkiem i Kazimierzem Ulatowskim. Był kierownikiem budowy hali wystawowej na Bydgoskim Przedmieściu według projektu Kazimierza Ulatowskiego dla Pierwszej Pomorskiej Wystawy Ogrodniczo-Przemysłowej, odbywającej się w latach 1928–1929. Zaprojektował m.in. willę przy ul. Słowackiego 56 zbudowaną w latach 1931–1936 dla podinspektora Poczty Polskiej Stanisława Mittlenera i własną modernistyczną willę na rogu ulicy Grunwaldzkiej i św. Józefa. Po II wojnie światowej kierował budową kościoła św. Józefa.